# Karţalān
Karţalān (persiska: كَرطيلان, Karţīlān, كرطلان) är en ort i Iran.   Den ligger i provinsen Lorestan, i den centrala delen av landet, 290 km sydväst om huvudstaden Teheran. Karţalān ligger 1 958 meter över havet och antalet invånare är 172.
Terrängen runt Karţalān är platt åt sydväst, men åt nordost är den kuperad. Karţalān ligger nere i en dal.Runt Karţalān är det ganska glesbefolkat, med 48 invånare per kvadratkilometer. Närmaste större samhälle är Modābād, 9,2 km sydost om Karţalān. Trakten runt Karţalān består i huvudsak av gräsmarker.